# John Hollins
Pour les articles homonymes, voir Hollins.
John William Hollins est un footballeur anglais né le 16 juillet 1946 à Guildford et mort le 14 juin 2023.

## Carrière
- 1963-1975 : Chelsea  Angleterre
- 1975-1979 : Queens Park Rangers  Angleterre
- 1979-1983 : Arsenal  Angleterre
- 1983-1984 : Chelsea  Angleterre

## Palmarès
- 1 sélection et 0 but avec l'Équipe d'Angleterre en 1967.